# Lijst van beschermd erfgoed in Estinnes
Onderstaande tabel geeft een overzicht van de beschermde erfgoederen in de gemeente Estinnes. Het beschermd erfgoed maakt deel uit van het cultureel erfgoed in België.
| Object | Bouwjaar/architect | Deelgemeente | Adres                         | Coördinaten                  | Nummer?                | Afbeelding |
| --- | ------------------ | ------------ | ----------------------------- | ---------------------------- | ---------------------- | --- |
| Kapel Notre-Dame de Cambron |                    |              | Estinnes-au-Mont              | 50° 24' 9" NB, 4° 6' 6" OL   | 56085-CLT-0001-01 Info | Kapel Notre-Dame de Cambron |
| Kerk Saint-Martin en ommuring |                    |              | Estinnes-au-Val               | 50° 24' 42" NB, 4° 6' 15" OL | 56085-CLT-0002-01 Info | Kerk Saint-Martin en ommuring |
| Site gevormd door de plek "Le Castelet"                                                                                           |                    |              | Rouveroy                      | 50° 21' 5" NB, 4° 1' 55" OL  | 56085-CLT-0003-01 Info | |
| Delen uit de dertiende tot de achttiende eeuw van de seminarie Bonne Espérance                                                    |                    |              | Vellereille-les-Brayeux       | 50° 23' 10" NB, 4° 8' 31" OL | 56085-CLT-0005-01 Info | Delen uit de dertiende tot de achttiende eeuw van de seminarie Bonne Espérance                                                    |
| De gevels en daken en de omliggende muur van de boerderij en het ensemble van de boerderij en de nabijgelegen kerk (Saint-Martin) |                    |              | rue A. Brogniez n°6, Estinnes | 50° 21' 5" NB, 4° 7' 10" OL  | 56085-CLT-0009-01 Info | De gevels en daken en de omliggende muur van de boerderij en het ensemble van de boerderij en de nabijgelegen kerk (Saint-Martin) |
| De totaliteit van de kerk Saint-Remi                                                                                              |                    |              | Estinnes                      | 50° 21' 27" NB, 4° 3' 54" OL | 56085-CLT-0010-01 Info | De totaliteit van de kerk Saint-Remi                                                                                              |
| Ensemble van de gebouwen van de oude abdij van de Goede Hoop ('Bonne-Espérance'), met inbegrip van de abdijhoeve                  |                    |              |                               | 50° 23' 10" NB, 4° 8' 31" OL | 56085-PEX-0001-01 Info | Ensemble van de gebouwen van de oude abdij van de Goede Hoop ('Bonne-Espérance'), met inbegrip van de abdijhoeve                  |